# Лі Чжон Ок
Лі Чжон Ок (кор. 리종옥, 李鍾玉, Ri Jong-ok, Ri Chong'ok; 10 січня 1916 — 23 вересня 1999) — північнокорейський партійний діяч, четвертий голова уряду КНДР.

## Кар'єра
1944 року долучився до антияпонського руху та до самого визволення країни бився в лавах партизанської армії. Після того став директором текстильної фабрики.
У створеній 1948 року Корейській Народно-Демократичній Республіці одразу був обраний депутатом до Верховних народних зборів КНДР.
У квітні 1956 року став членом ЦК Трудової партії Кореї, де займався контактами з країнами соціалістичного блоку й СРСР. Залишався членом ЦК до своєї смерті 1999 року з перервою в 1970—1972 роках. Від 1956 до 1961 та від 1972 до 1977 року був кандидатом у члени Політкомітету, в 1961—1970 та від 1977 року — член Політкомітету ЦК ТПК. Від липня 1959 року — заступник голови ЦК Трудової партії Кореї.
Від вересня 1948 року очолював міністерство торгівлі, від 1951 до 1955 — міністерство легкої промисловості. В 1956—1959 роках був головою Держплану. Від 1960 до 1970 року обіймав посаду заступника голови Адміністративної ради, одночасно очолював комітет важкої промисловості (1960—1962), міністерство металургійної та хімічної промисловості (1962—1964), Академію наук (1965—1967) та міністерство енергетики та вугільної промисловості (1969—1970).
1972 року отримав портфель міністра гірничої промисловості, також у 1972—1976 роках був головою Комітету важкої промисловості. Від 1976 до 1977 року знов обіймав посаду заступника голови Адміністративної ради, після чого сам очолив уряд. У 1984—1998 роках був віцепрезидентом Північної Кореї. У вересні 1998 року був обраний заступником голови Верховних народних зборів.
Також від 1988 року очолював Національний комітет з наукових питань.
Помер у 1999 році